# Aloe ellenbeckii
Aloe ellenbeckii ist eine Pflanzenart der Gattung der Aloen in der Unterfamilie der Affodillgewächse (Asphodeloideae). Das Artepitheton ellenbeckii ehrt den deutschen Arzt Hans Ellenbeck, der während Carlo von Erlangers Expedition in Ostafrika sammelte.

## Beschreibung

### Vegetative Merkmale
Aloe ellenbeckii wächst stammlos, sprosst und bildet Klumpen. Die sechs bis zwölf linealisch-lanzettlichen Laubblätter bilden Rosetten. Die gelblich grüne Blattspreite ist 15 bis 27 Zentimeter lang und 1 bis 2,5 Zentimeter (selten bis zu 3 Zentimeter) breit. Auf ihr befinden sich viele weiße Flecken, die gelegentlich unregelmäßige Querbänder bilden. Die Blattoberfläche ist glatt. Die Zähne am knorpeligen Blattrand sind 0,5 bis 1 Millimeter lang und stehen 2 bis 6 Millimeter voneinander entfernt. Der Blattsaft ist hellgelb.

### Blütenstände und Blüten
Der einfache Blütenstand erreicht eine Länge von 50 bis 75 Zentimeter. Die lockeren, konisch-zylindrischen Trauben sind 5 bis 8 Zentimeter lang und 6 Zentimeter breit. Die linealisch-lanzettlichen Brakteen weisen eine Länge von 5 bis 10 Millimeter auf und sind 2 Millimeter breit. Die orangeroten Blüten werden zur Mündung gelb und stehen an 7 bis 10 Millimeter langen Blütenstielen. Die Blüten sind 24 bis 30 Millimeter lang und an ihrer Basis gestutzt. Auf Höhe des Fruchtknotens weisen die Blüten einen Durchmesser von 7 bis 10 Millimeter auf. Darüber sind sie abrupt auf etwa 5 Millimeter verengt und schließlich zur Mündung erweitert. Ihre äußeren Perigonblätter sind auf einer Länge von 8 bis 10 Millimetern nicht miteinander verwachsen. Die Staubblätter und der Griffel ragen 2 bis 4 Millimeter aus der Blüte heraus.

## Systematik und Verbreitung
Aloe ellenbeckii ist in der Provinz Tigray in Äthiopien und in Eritrea im offenen Busch an steinigen Hängen in Höhen von 1600 bis 2500 Metern verbreitet.
Die Erstbeschreibung durch Alwin Berger wurde 1905 veröffentlicht. Ein Synonym ist Aloe dumetorum B.Mathew & Brandham (1977).

## Nachweise